# 旧西村山郡役所
旧西村山郡役所（きゅうにしむらやまぐんやくしょ）は、山形県寒河江市にある博物館。山形県指定有形文化財に指定されている。

## 概要
長岡山さくらの丘に位置しており、その名の通りかつては西村山郡の郡役所として機能していた。
1878年（明治11年）7月に西村山郡が成立すると、県令・三島通庸によりいち早く指示がが出され12月に竣工した。和洋折衷の建物で現存する洋風建築としては、県内で最も古いものである。当初の建築地は市街地中心部の楯南村だった。建物は木造2階建て、両翼1階建ての洋風建築である。屋根は木羽葺き（後に銅板葺き）で玄関の上にはバルコニーが配されている。
その後、寒河江町役場などとして使われたが、1981年（昭和56年）に現在地である、長岡山に移設された。
内部は資料館になっており、郡制時代における西村山郡の政治や経済・文化をテーマとした展示が、また同じ敷地内に建つ郡会議事堂では西村山郡内で出土した縄文土器や石器などの考古資料の展示が行われている。

## 沿革
- 1878年（明治11年）7月 - 郡制が布かれる。
  - 8月 - 西村山郡役所として建設が始まる。
  - 12月4日 - 落成。
  - 12月7日 - 開庁。
- 1886年（明治19年）8月 - 敷地内に郡会議事堂が竣工。
- 1918年（大正7年） - 郡会議事堂が郡立実業高校として移築。
- 1923年（大正12年） - 郡制廃止。残務整理のため郡役所は存続。
- 1926年（大正15年） - 郡役所廃止。
- 1978年（昭和53年） - 山形県有形文化財に指定される。
- 1980年（昭和55年） - 旧郡会議事堂が山形県有形文化財に指定される。
- 1981年（昭和56年） - 長岡山に移築復元。
- 1983年（昭和58年） - 旧郡会議事堂が長岡山に移築復元。

## 開館時間・休館日
- 開館時間
  - 4月第2土曜日〜11月第2日曜日までの土曜・日曜・祝日 10:00〜16:00
- 休館日
  - 月曜日～金曜日

## 料金
- 大人（15歳以上） 100円
- 子ども（15歳未満） 50円

## アクセス
- JR西寒河江駅から徒歩で15分
- JR寒河江駅から車で10分
- 駐車場あり。